# 張文鳳 (嘉慶進士)
張文鳳，字瑞叔，號蘭圃，贵州黔西人，清朝政治人物。
嘉慶六年（1801年）清高宗九旬辛酉恩科進士，二甲七十五名。選翰林院庶吉士，散館改知縣，官至鳳陽同知。